# NGC 2653
NGC 2653 je dvojna zvijezda u zviježđu Žirafi. 

## Vanjske poveznice
- SEDS: NGC 2653